# Cratere Artemis
Artemis è un cratere lunare di 2,28 km situato nella parte nord-occidentale della faccia visibile della Luna.